# Micrasterias arcuata
Micrasterias arcuata là một loài Song tinh tảo trong họ Desmidiaceae, thuộc chi Micrasterias.